# Aeroporto Internazionale di Richmond
L'Aeroporto Internazionale di Richmond è un aeroporto situato a 8 km a est di Richmond in Virginia, negli Stati Uniti d'America.